# Los comulgantes
Nattvardsgästerna (en España, Los comulgantes; en Hispanoamérica, Luz de invierno) es una película sueca de 1963 de género dramático escrita y dirigida por Ingmar Bergman.
El realizador consideró esta película como una de sus favoritas, además de una de sus obras más íntimas y autobiográficas. En ella se trata con dureza los elementos personales de la vida y la visión del mundo del propio director. Según sus palabras, «se dio cuenta de quién era en realidad» gracias al rodaje de esta película.

## Sinopsis
El pastor Tomas Ericsson celebra misa en la iglesia de Mitsunda. Entre los pocos comulgantes están Märta Lundberg, maestra de la escuela y examante de Tomas, el pescador Jonas Persson y su mujer Karin. Tomas está resfriado, pero aun así se prepara para el servicio que tiene a las tres de la tarde en otra ciudad. Después de la misa recibe la visita de Jonas y Karin en la sacristía. Karin habla de la angustia del marido. Se ponen de acuerdo para que Tomas, más tarde, tenga una conversación a solas con Jonas. Entra Märta Lundberg y pregunta si Tomas ha leído su carta. Quiere ayudarlo, pero él la rechaza. Cuando ella se va, lee la carta. Vuelve el pescador y Tomas le habla de su relación con Dios. Intenta consolar a Jonas porque ha perdido su fe, pero surge la sombra de sus propios pensamientos, incrédulos y alejados de su vocación religiosa, por eso Jonas es expuesto a una terrible imagen del mundo en la que Dios ha dejado de tener valor, donde no hay nada y la muerte es pura extinción. Jonas sale corriendo.  Un poco más tarde, después de reencontrarse con Märta Lundberg, una mujer le comunica que Jonas se ha suicidado con un rifle. 
Tomas conduce al lugar del suicidio donde ayuda a disponer el cuerpo para los trámites necesarios. Llega Märta y después de que los encargados se lleven el cuerpo, los dos se van a la escuela donde ella vive y trabaja. Tomas vuelve a rechazar sus atenciones y le confiesa, en una visión de indiferencia, nihilismo y odio, muy parecida a la forma en la que habló con Jonas, que no la ama y desprecia el "marasmo de imbecilidades» en el que está preso por ella. Cuando Tomas va a cruzar la puerta para darle la noticia a Karin sobre la muerte de su esposo, le pide a Märta que lo acompañe. Tomas ofrece consuelo y apoyo a la esposa de Persson. A la vuelta, Tomas le cuenta a Märta que se ha hecho pastor por sus padres.
Llegan a Frostnäs para la segunda misa del día.  El edificio está vacío a excepción del sacristán y el organista, que llega tarde y ligeramente ebrio. El sacristán Algot Frövik habla con Tomas de su sufrimiento y termina hablándole de Jesucristo y el verdadero sufrimiento que debió sentir ante el silencio de Dios. El organista Blom le habla a Märta de la esposa muerta de Tomas y les invita a vivir su vida y sus sueños en vez de quedarse en esa pequeña ciudad como el resto de ellos. Al comenzar la misa solo hay cuatro personas en la iglesia. Tomas toma la decisión de celebrar misa diciendo "Santo, santo, santo es el señor Dios Todopoderoso. Llena está la tierra de su gloria».

## Reparto
- Gunnar Björnstrand – Tomas Ericsson, pastor
- Ingrid Thulin – Märta Lundberg, maestra de escuela
- Gunnel Lindblom – Karin Persson
- Max von Sydow – Jonas Persson, pescador
- Allan Edwall – Algot Frövik, sacristán
- Kolbjörn Knudsen – Knut Aronsson, alcalde
- Olof Thunberg – Fredrik Blom, organista
- Elsa Ebbesen – Magdalena Ledfors, viuda

## Producción
La película fue producida por Svensk Filmindustri y se rodó entre el 4 de octubre de 1961 y el 17 de enero de 1962 en los estudios Filmstaden de Suecia. 

## TrilogíaEl silencio de Dios
Los comulgantes a menudo se considera la segunda película de una trilogía, denominada "El silencio de Dios», que aborda temáticas espirituales desde diversas perspectivas. La primera película es Como en un espejo (1961) y la tercera El silencio (1963). En una entrevista en 1969 Bergman declaró que estas tres películas no habían sido originalmente concebidas como una trilogía, pero que solo las consideraba como tales en retrospectiva debido a su similitud.